# بوبي إليس
بوبي إليس (بالإنجليزية: Bobby Ellis)‏ هو بواق جامايكي، ولد في 2 يوليو 1932 في كينغستون في جامايكا، وتوفي في 18 أكتوبر 2016.

## وصلات خارجية
- بوبي إليس على موقع ميوزك برينز (الإنجليزية)
- بوبي إليس على موقع ديسكوغز (الإنجليزية)